# 1597
1597 (MDXCVII) var ett normalår som började en onsdag i den gregorianska kalendern och ett normalår som började en lördag i den julianska kalendern.

## Händelser

### Februari
- Februari – Hertig Karl (IX) leder ett kortvarigt krigståg mot Finland, varvid han intar Åbo slott. De finska bönderna besegras och Klubbekriget tar slut.

### Mars
- Mars – En riksdag i Arboga bekräftar åter hertig Karls riksföreståndarskap, varvid hertigens motståndare i rådet flyr till Sigismund i Polen.

### Okänt datum
- Sverige drabbas åter av missväxt.

## Födda
- 12 januari – François Duquesnoy, flamländsk skulptör.
- 31 januari – Jean-François Regis, fransk jesuit och predikant, helgon.
- 24 februari – Vincent Voiture, fransk författare.
- 19 november – Elisabeth Charlotta av Pfalz, kurfurstinna av Brandenburg.
- 23 december – Martin Opitz, tysk skald och smaklärare.

## Avlidna
- 27 januari – Jacob Ilkka, ledare för Klubbekriget (avrättad).
- 13 april – Clas Eriksson Fleming, svensk friherre och riksråd, riksamiral 1571–1595 och riksmarsk sedan 1590.
- 9 juni – José de Anchieta, spanska krönikör, poet och dramatiker.
- 20 juni – Willem Barents, nederländsk upptäcktsresande.
- 19 juli – Gunilla Johansdotter (Bielke af Åkerö), drottning av Sverige 1585–1592, gift med Johan III.[1]
- 8 september – Helena Magenbuch, tysk apotekare.
- 12 november – Elisabet Vasa, dotter till Gustav Vasa och Margareta Eriksdotter (Leijonhufvud).
- 21 december – Petrus Canisius, jesuit, kyrkolärare, helgon.
- Margaretha Coppier, hjältinna under det nederländska frihetskriget.

### Fotnoter
1. ↑  Det hände i dag